# Dorchester (New Hampshire)
Pour les articles homonymes, voir Dorchester.
Dorchester est une municipalité américaine située dans le comté de Grafton au New Hampshire. Selon le recensement de 2010, sa population est de 355 habitants.

## Géographie
La municipalité s'étend sur 45,27 milles carrés (117,25 km2), dont 0,60 milles carrés (1,55 km2) d'étendues d'eau.

## Histoire
La localité est fondée en 1761. Elle doit probablement son nom aux ancêtres du gouverneur Benning Wentworth, qui portaient le titre de Marquis de Dorchester.